# Oskar Pfister
Pour les articles homonymes, voir Pfister.
Oskar Pfister, né le 23 février 1873 à Zurich et mort le 6 août 1956 dans la même ville, est un pasteur, psychologue et pédagogue suisse. 

## Biographie
Oskar Pfister fait ses études de théologie et de philosophie à l'université de Bâle, de Zurich et de Berlin. Il obtient un doctorat de philosophie en 1897 à l'université de Zurich, en présentant une thèse consacrée au théologien zurichois, Alois Emanuel Biedermann (en). Il est pasteur à Wald, puis à Zurich jusqu'en 1939.
Il est psychanalyste en même temps que pasteur, et auteur de publications sur la psychologie de la religion (Das Christentum und die Angst, 1944) et sur la méthode psychanalytique (1913). Il a de nombreux patients connus comme Henri F. Ellenberger ou Emil Oberholzer, avec lequel il fonde, avec d'autres, la Société suisse de psychanalyse. Il est proche de Hermann Rorschach, Hans Zulliger et Jean Piaget.
Oskar Pfister entretient une correspondance avec Freud pendant trente ans, de 1909 à 1939, date du décès de Freud,.

## Publications
- Die willensfreiheit, 1904
- Die psychoanalytische Methode, 1913
- Das Christentum und die Angst, 1944
- Sigmund Freud (trad. de l'allemand), Correspondance avec le pasteur Pfister, 1909-1939, Paris, Gallimard, coll. « Tel », 1991, 224 p. (ISBN 2-07-072293-7)

## Distinctions
- 1934 : docteur honoris causa de l'université de Genève[2]

### Prix Oskar Pfister
Le prix Oskar Pfister récompense les contributions prônant le dialogue entre religion, psychiatrie et spiritualité,.